# St. Bartholomäus (Unterwallenstadt)

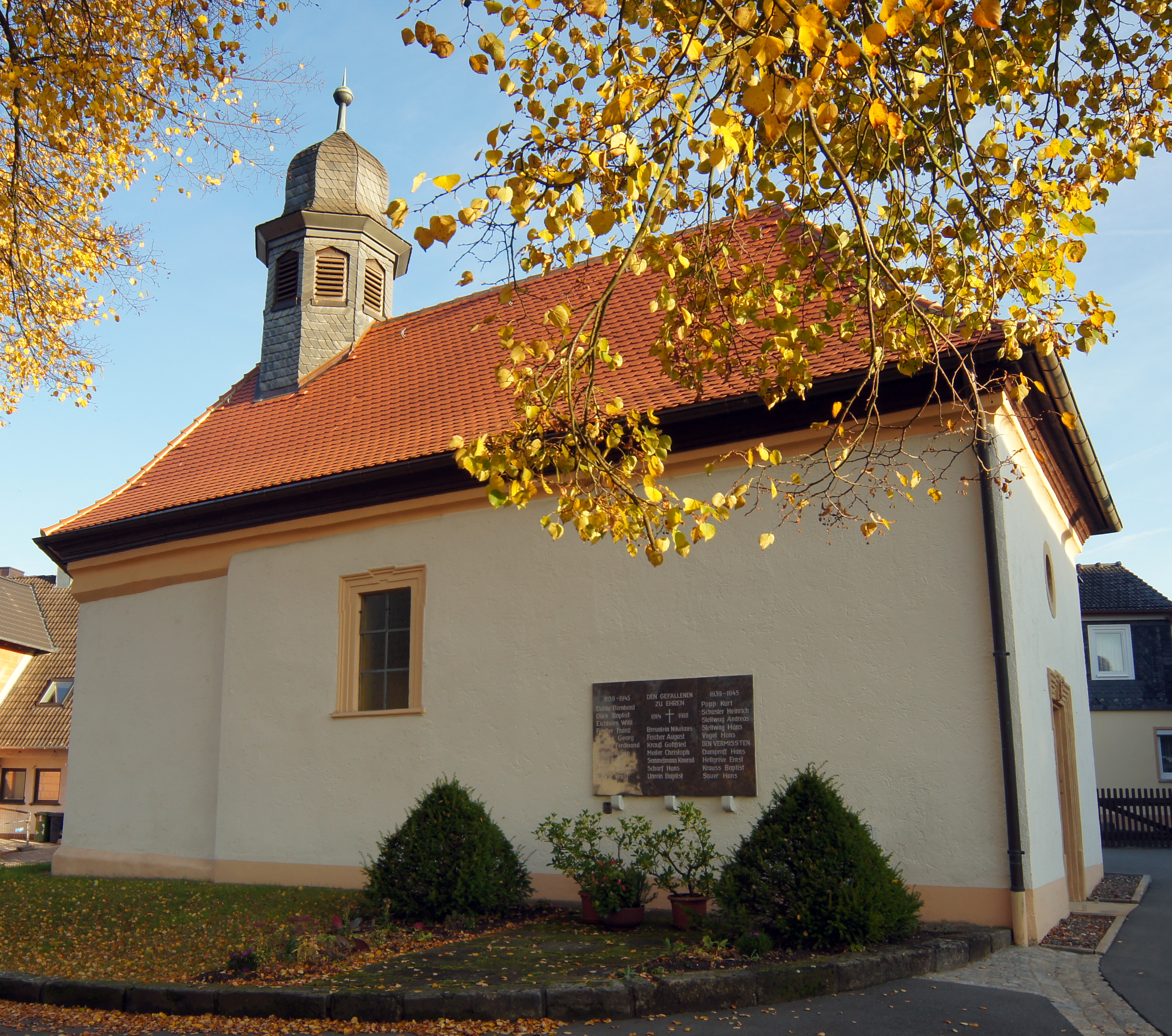
Außenansicht der Kapelle von Westen

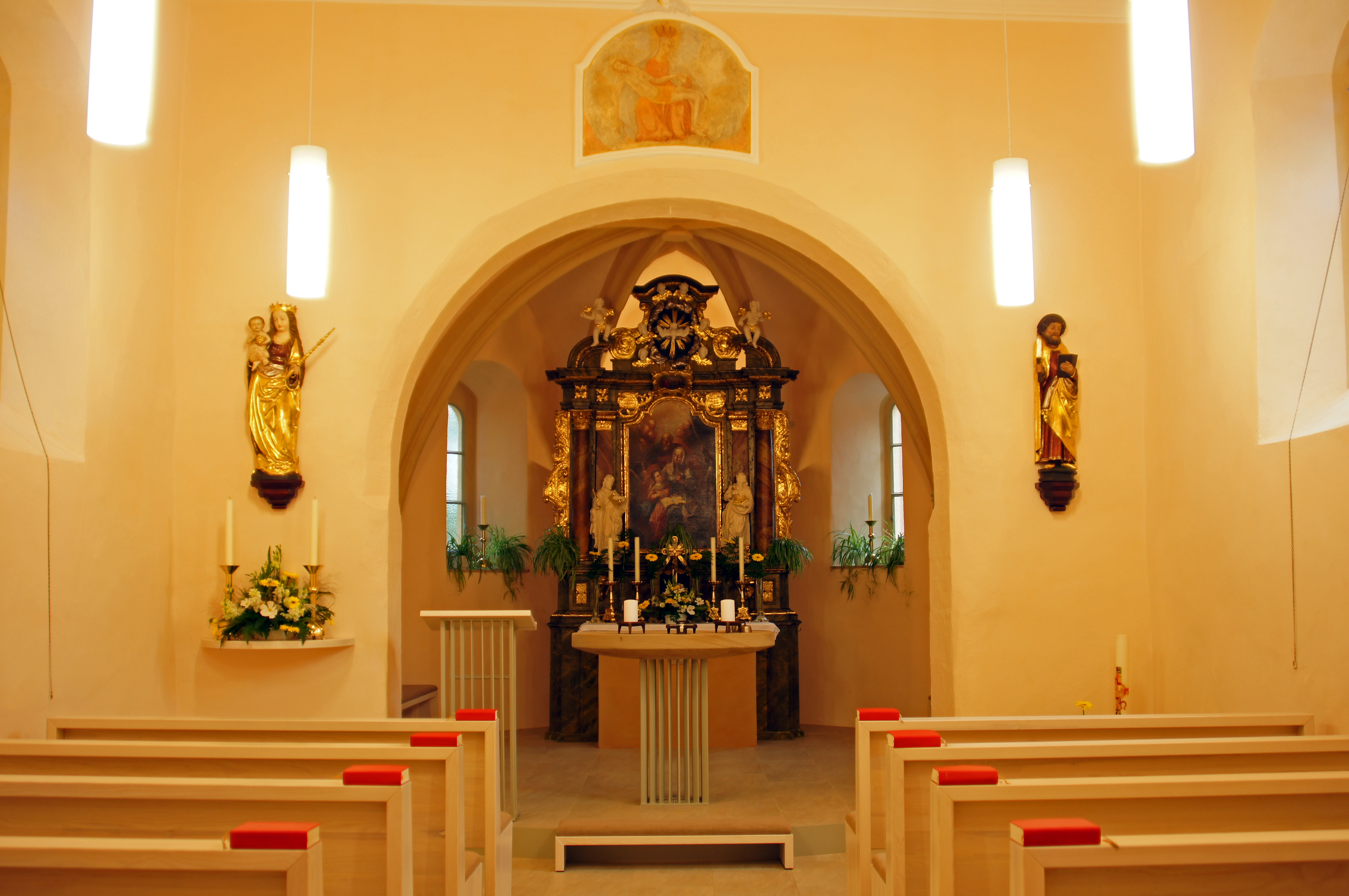
Altarraum

Die Filialkirche St. Bartholomäus gehört zur Katholischen Pfarrei „Unsere Liebe Frau“ in Unterwallenstadt, einem Stadtteil von Lichtenfels in Oberfranken.

## Lage

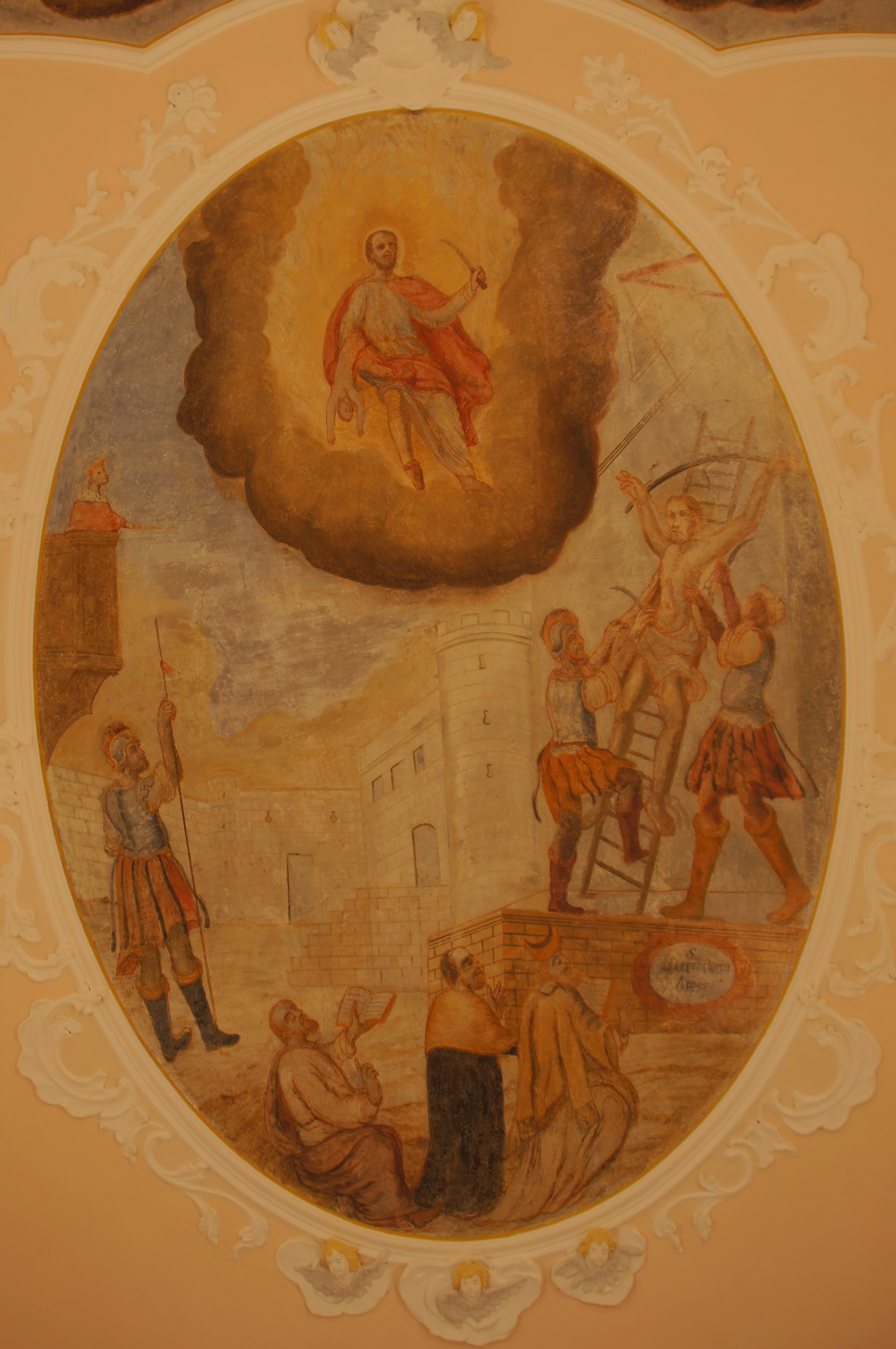
Deckenbild

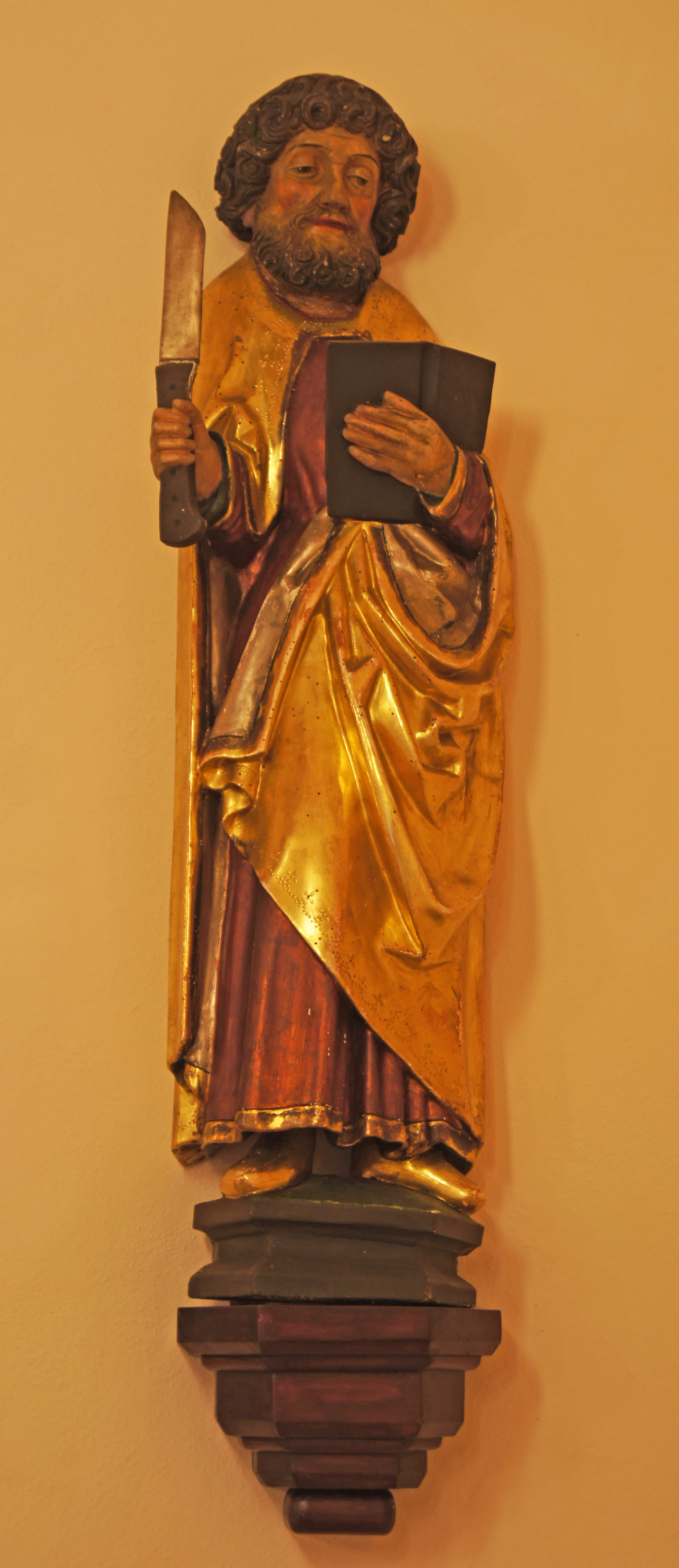
Holzfigur des Hl. Bartholomäus

Das Dorf Unterwallenstadt war bis zur Eingemeindung in die Stadt Lichtenfels (1. April 1959) Teil der ländlichen Gemeinde Oberwallenstadt. Es liegt zwei Kilometer nördlich vom Stadtkern der Deutschen Korbstadt. Nach der Eingemeindung wuchs die vormalige Dorfstruktur in wenigen Jahren baulich mit der Kernstadt zusammen. Innerhalb von Unterwallenstadt liegt die Bartholomäus-Kapelle am zentralen Punkt, dem Lindenplatz, und bildet auch seinen optischen Mittelpunkt.

## Geschichte
Unterwallenstadt gehörte von Anfang an zur 1207 gegründeten Pfarrei Lichtenfels. Die ursprüngliche Kapelle war kleiner und geht wohl auf das 14. Jahrhundert zurück.
In den Jahren 1735 bis 1743 erhielt sie mit der Erweiterung des Langhauses ihre heutige Grundform.
Umfangreiche Renovierungsarbeiten erfolgten in den Jahren 1914, 1951 und zuletzt 2012, im Zusammenwirken und mit Unterstützung von Erzdiözese Bamberg, Pfarrei, Oberfrankenstiftung, Kommune und privaten Spendern. Arbeitsleistungen und finanzielle Mittel wurden auch durch den Kapellenerhaltungsverein Unterwallenstadt eingebracht.
1901 erfolgte der Einbau einer Glocke, sie wurde 1942 zu Kriegszwecken eingeschmolzen und 1950 durch eine neue Glocke ersetzt. Das 1911 aufgestellte Harmonium war 100 Jahre in Gebrauch, bis es durch ein neueres Instrument ersetzt wurde. 1953 wurde das Kriegerdenkmal an der Außenseite angebracht.

## Künstlerische Ausstattung
Zur künstlerischen Ausstattung zählen das Hochaltar-Bild „Hl. Anna, Maria lehrend“, geschaffen um 1740 von Christoph Wilhelm Meuser aus Schney bei Lichtenfels, von dem auch die Bilder des Rosenkranzaltars im nahe gelegenen Kloster Banz und des Hochaltars in der Stadtpfarrkirche Lichtenfels stammen.
Das zentrale Deckenbild zeigt das Martyrium des hl. Bartholomäus, dem die Haut abgezogen wurde, rechts auf dem Podest zu erkennen, wo zwei Schergen den an ein Gerüst gebundenen Apostel schinden. Gegenüber steht der König Astyages, der den Befehl dazu erteilt hat, auf einem Balkon und verfolgt die Ausführung. In der oberen Bildzone wird Bartholomäus, mit der abgezogenen Haut über dem Arm und umgeben von einem Wolkenkranz und einer Strahlenglorie, in den Himmel aufgenommen. Die Darstellung des Deckengemäldes (Entstehungsjahr und Künstler unbekannt) folgt in ihrer Komposition – spiegelverkehrt – einem Kupferstich des lothringischen Kupferstechers Jacques Callot von 1632.
Die Holzfiguren des hl. Bartholomäus und der Muttergottes stammen aus der Zeit um 1500 von nicht näher bekannten fränkischen Holzschnitzern.

## Traditionen
Vor Ort setzt sich der Kapellenerhaltungsverein (1901 als „Männer-Verein“ gegründet und 1951 umbenannt) in Abstimmung mit der Pfarrei „Unsere Liebe Frau“ für Pflege und Erhalt der Kapelle ein. Er trägt auch Sorge für die Flurzeichen wie die Marter am Lindenplatz, die Feldkapelle an der Alten Reichsstraße/Bayernstraße sowie das Flurkreuz am Unterwallenstadter Weg. Der Verein pflegt zudem die kirchlichen Traditionen, wozu neben regelmäßigen Gottesdiensten und Andachten das Kirchweihfest (jeweils am Sonntag nach dem 24. August, dem Namenstag des hl. Bartholomäus) sowie Flurumgang, Totengedenken und Glockengeläut zählen. Auch für Weihnachtskonzerte und Trauungen wird die Kapelle gern genutzt.